# Kaiserliches Sternkundeamt

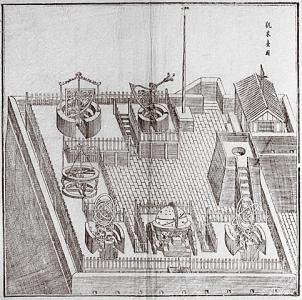
Das kaiserliche Sternkundeamt in Peking

Das kaiserliche Sternkundeamt oder Kaiserliche Astronomische Institut chinesisch 欽天監, Pinyin Qintianjian, W.-G. Qin1tian1jian1 war eine Abteilung des außerordentlich wichtigen Ministeriums der Riten (Kultusministerium; chinesisch 禮部, Pinyin Li3bu4) im kaiserlichen Regierungsapparat unter der letzten Dynastie.

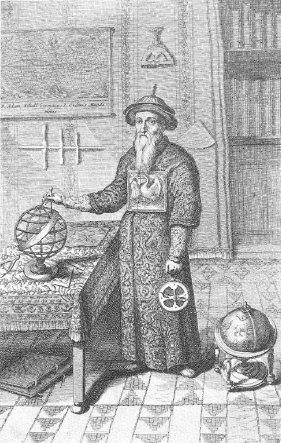
Pater Johann Adam Schall von Bell

Das Observatorium (Sternwarte) wurde von der Yuan-Dynastie im 13. Jahrhundert errichtet und zunächst von arabischen Muslimen betrieben. Ab dem 17. Jahrhundert wurde es immer von einem muslimischen Astronom geleitet. Das Observatorium bestand aus einigen astronomischen Instrumenten, die auf einer erhöhten Plattform montiert waren, östlich der Verbotenen Stadt in Peking. Viel war dem Observatorium angegliedert, während dessen Bedeutung in der Zeit der Ming-Dynastie zurückging, vor allen Dingen, weil es nicht sehr genau in seinen Beobachtungen war.
Der Verfall wurde erst aufgehalten, als jesuitische Astronomen aus Europa kamen und als Leiter der Sternwarte von den späten Ming-Kaisern und auch von den neuen Qing-Dynastie-Kaisern engagiert wurden.
Als die Jesuiten im 17. Jahrhundert übernahmen, war die einzige wirkliche Aufgabe der Sternwarte die Berechnung und die jährliche Veröffentlichung des chinesischen Kalenders. Dies war eine Aufgabe, die dem kaiserlichen Hof oblag, da die Kalender von großer Bedeutung waren. Auch in der politischen Beziehung zu Tributstaten war es wichtig, dass die angrenzenden Nachbarländer den chinesischen Kalender benutzten. Es war Ausdruck für  die Oberhoheit des chinesischen Kaiserreichs. Viel Ansehen war damit verknüpft, wenn die Kalenderberechnungen von z. B. Sonnen- und Mondfinsternissen korrekt waren.

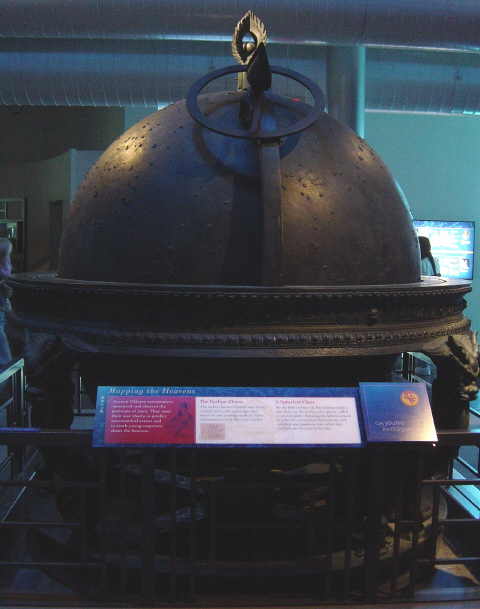
Replika von Pater Ferdinand Verbiests „Sternenglobus“ von 1673, in Gebrauch beim Kaiserlichen Sternkundeamt in Peking

Als die katholischen Missionare nach Peking kamen, hatte die Qualität der Berechnungen stark nachgelassen. Daher sah der Kaiser ein, dass die westlichen astronomischen Verfahren überlegen waren und dass er ihnen die Aufgabe die Kalenderberechnungen von Grund auf übertragen müsse. Dies führte zu Konflikten und missgünstige chinesische nationalistische Beamte übernahmen in den 1660ern eine Zeitlang die Verwaltung und versuchten eine Missionarshetze anzuzetteln, ließen Pater Adam Schall, den Leiter des Observatoriums, einkerkern und zum Tode verurteilen. (Das Todesurteil wurde aufgehoben, Pater Schall wurde freigelassen, starb aber, ehe er vollständig rehabilitiert wurde.)
Nach diesem Intermezzo wurden die Jesuiten voll rehabilitiert und führten ihre Kalenderarbeiten zur vollen Zufriedenheit des Kaisers durch, solange sie an der Sternwarte tätig waren. 1774 wurde der Jesuittorden aufgelöst und nach einigen Jahren übernahm eine Lazaristen-Kongregation die Arbeiten. Allmählich verfiel die Arbeit wie so vieles andere in der späten Qing-Dynastie. Bis 1912, wo die Qing-Dynastie zusammenbrach, unterstand das Amt für Sternkunde dem Ministerium für öffentliche Unterweisung.
Die Aussichtsplattform der Astronomen ist im modernen Peking erhalten geblieben und ist eine der städtischen Sehenswürdigkeiten. (Siehe Altes Observatorium von Peking)

## Jesuiten (SJ) und Lazaristen (CM) und leitende Positionen im kaiserlichen Sternkundeamt während der Qing-Dynastie
Titel:
(für den obersten Leiter:)
- Zhang Qintianjian shiwu (Direktortitel - Pater Schalls Titel bis Ende des Systems)
- Zhili lifa (Kalenderadministrator), Titel in Gebrauch nach P. Schall und bis der Titel 1725 eingestellt wurde
- Jianzheng (Direktor), bürokratische Aufwertung von Titeln durch zhili lifa 1725

(niedere Ebenen:)
- Jianfu (Vizedirektor, geschaffen 1718 und aufgewertet 1753), es gab bis zu vier, zeitweise fünf Jianfu gleichzeitig
- You jianfu (Rechter Vizedirektor, nach 1753), höherer Rang als Jianfu
- Zhou jianfu (Linker Vizedirektor, nach 1753), etwas höherer Rang als You jianfu

- Adam Schall von Bell SJ (汤若望) – Zhang Qintianjian shiwu 1645–1664 :(Unterbrechung während des Kalenderstreits)
- Ferdinand Verbiest SJ (南怀仁) – Zhili lifa 1669–1688
- Tomé Pereira SJ – inoffiziell Zhili lifa (für Grimaldi) 1688–1694
- Antoine Thomas SJ – inoffiziell Zhili lifa (für Grimaldi) 1688–1694
- Claudio Filippo Grimaldi SJ (闵明我) – Zhili lifa (ernannt 1688, war aber nie in China) 1694–1711
- Kilian Stumpf SJ 1711–1720 – Zhili lifa
- Ignatius Kögler SJ Zhili lifa / Jianzheng 1720–1746
- André Pereira SJ – Jianfu 1729–1743
- Augustin von Hallerstein SJ – Jianfu 1724–1746, Jianzheng 1746–1774
- Anton Gogeisl SJ – Jianfu 1746–1753, Zuo jianfu 1753–1771
- Félix da Rocha SJ –  Jianfu 1753, You jianfu 1753–1771, Zuo jianfu 1771–1774, Jianzheng 1774–1781
- José d'Espinha SJ – You jianfu 1771–1774, Zuo jianfu 1774–1781, Jianzheng 1781–1787
- André Rodrigues SJ –  You jianfu 1774–1781, Zuo jianfu 1781–1787, Jianzheng 1787–1795
- José Bernardo de Almeida SJ –  You jianfu 1781–1787, Zuo jianfu 1787–1795, Jianzheng 1795–1805

- Alexandre de Gouvea (ehemaliger Jesuit) –  You jianfu 1787–1795, Zuo jianfu 1795–1806, Jianzheng 1806–1808
- Nicolas Raux CM –  You jianfu 1795–1801
- Domingos-Joachim Ferreira CM –  You jianfu 1801–1806, Zuo jianfu 1806–1808, Jianzheng 1808–1823
- José Ribeiro-Nuñez CM –  You jianfu 1806–1808, Zuo jianfu 1808–1823, Jianzheng 1823–1826
- Verissimo Monteiro da Serra CM – You jianfu 1808–1823, Zuo jianfu 1823–1826
- Gaetano Pires-Pereira CM –  You jianfu 1823–1826